# 聚六亚甲基胍盐酸盐
聚六亚甲基胍盐酸盐 (PHMG) 是一种胍衍生物，用作杀菌的消毒剂，通常以其盐聚六亚甲基胍磷酸盐 (PHMG-P) 的形式存在。
研究表明，溶液中的聚六亚甲基胍盐酸盐对革兰氏阳性菌和革兰氏阴性菌均具有杀菌功效。这个物质还具有清洁剂、防腐剂和絮凝剂的特性，可防止生物污染。而盐聚六亚甲基胍磷酸盐是一种白色粉末的固体，和所有聚胍盐一样，易溶于水。

## 性质
聚六亚甲基胍盐酸盐的性质包括：有极强的杀灭细菌的能力、对各种材料无浸蚀作用、无腐蚀性、不含醛、碘、活性氯等有害物质。

## 功用
聚六亚甲基胍盐酸盐在俄罗斯被用于对医院进行消毒。从 2001 年开始，它在韩国被广泛用作防止家用加湿器中微生物污染的消毒剂。聚六亚甲基胍盐酸盐最初用于清洁加湿器的水箱，后来被公众用作抑制微生物生长的水添加剂。利洁时韩国分公司（Oxy Reckitt Benckiser）生产、出售的加湿器杀菌剂Oxy Ssak Ssak，于2011年有4名孕妇突然因肺部问题死亡，政府展开调查4名孕妇家中所用的加湿器杀菌剂，证实杀菌剂含有聚六亚甲基胍盐酸盐（PHMG）成分与死者肺部受损有显著关系，直到产品下架前造成至少178人受害、103人死亡，大部分是女性及小孩。根据2020年的韩国政府的统计，事件导致有67万人因此患病，死亡人数最少有14000人。。